# Marlon Vejans
Marlon L. Vejans (engl. Marlon L. Wayans) je američki glumac, komičar, pisac i filmski reditelj. Poznat je po ulogama u filmovima „Little Man“, „The Ladykillers“, „Scary Movie 1 & 2“, „White Chicks“ i „Requiem For A Dream“. Često glumi zajedno sa svojim bratom Šonom Vejansom. Sa njim prvi put glumi u sitkomu pod imenom „The Wayans Bros.“ koji je emitovan od 1995−1999. godine na „The WB“ kanalu, a kasnije i u filmovima „Scary Movie 1 & 2“, „White Chicks“, „Little Man“ i „Dance Flick“. Takođe je glumio i u drami Darena Aronofskog „Requiem For A Dream“.

## Raniji život
Marlon je rođen u Njujorku 23. jula 1973. Njegova majka, Elvira, bila je domaćica a otac Hauel menadžer u supermarketu. Ima braću i sestre Nađu, Šona, Kinana Ajvorija, Dejmona, Dvejna i Kim i svako od njih je poznata ličnost. Maturirao je 1990. godine u Njujorku u srednjoj školi za muziku, umetnost i glumu. Kasnije je i diplomirao na univerzitetu Hauard.

## Glumačka karijera
Marlon se prvi put pojavljuje kao prolaznik u filmu „Im Gonna Git You Sucka“ 1989. godine. Nakon toga pojavljuje se 1992. godine gde uz svog starijeg brata Dejmona glumi u filmu „Mo' Money“, i tu ga prvi put zapaža šira publika. 1995. godine počinje sa snimanjem serije „The Wayans Bros.“ u kome glumi zajedno sa svojim bratom Šonom i poznatim glumcima poput Džona Viderspuna i Ane Marije Horsford. Snimljeno je 5 sezona serije, i emitovana je od 1995. do 1999. godine kada je ukinuta. Ova serija je dokazala da Vajensi zaista imaju smisla za humor.
Prvi samostalni film Marlona gde takođe glumi uz svog brata Šona je „Don't Be A Menace To South Central While Drinking Your Juice In The Hood“ koji je snimljen 1996. godine i odmah nakon ovog filma zapazili su ga reditelji filma „The 6th Man“ u kojem kasnije po prvi put dobija glavnu ulogu. 1998. godine dobija još jednu glavnu ulogu, i to u filmu „Senseless“. 2000. godine se pojavljuje u drami „Requiem For A Dream“ i to je njegov prvi film u kome se pojavljuje u drugačijem svetlu, van uobičajenih komičnih uloga. Iste godine glumi i u prvom delu popularne parodije na horor filmove „Scary Movie“, filmu koji je već nakon prve nedelje emitovanja zaradio preko milion dolara. Godinu dana kasnije snima i nastavak istoimenog filma, gde se ponovo iskazuje odličnom glumom.
Nakon nesto duže pauze u svetu filma Marlon se vraća na belo platno 2004. godine sa filmom „White Chicks“ gde ponovo glumi sa svojim bratom Šonom. 2006. godine zajedno sa bratom Šonom glumi glavnu ulogu u filmu „Little Man“. Godinu dana kasnije se pojavljuje u filmu „Norbit“ uz legendarnog Edija Merfija. Tokom 2009. godine dobija dve uloge, prva je u filmu „Dance Flick“ a druga u akcionom trileru „G.I. Joe - The Raise Of Cobra“, koji je njegov prvi akcioni film. Krajem 2011. godine planiran je početak snimanja filma „Richard Pryor: Is It Something I Said?“. Ovaj film će biti posvećen legendarnom glumcu i komičaru Ričardu Prajoru, a Marlon je izabran da igra njega u glavnoj ulozi.

## Filmografija
| Godina     | Film                                                                     | Uloga                 |
| 1988.      | I'm Gonna Git You Sucka                                                  | Šetač                 |
| 1991.      | The Best Of Robert Townsend & His Partners In Crime (TV)                 | Razne                 |
| 1992.      | Mo' Money                                                                | Seymour Stewart       |
| 1995.      | The Wayans Bros. (TV Serija)                                             | Marlon Williams       |
| 1996.      | Don't Be A Menace To South Central While Drinking Your Juice In The Hood | Loc Dog               |
| 1996.      | Mr. Show With Bob And David (TV Serija)                                  | Član KKK klana        |
| 1996.      | Waynehead (TV Serija)                                                    | Blue (glas)           |
| 1996.      | The Parent 'Hood (TV Serija)                                             | Sebe                  |
| 1997.      | The 6th Man                                                              | Kenny Tyler           |
| 1998.      | Senseless                                                                | Darryl Witherspoon    |
| 1998.      | Comics Come Home 4 (TV)                                                  | Sebe                  |
| 1999.      | Happily Ever After: Fairy Tales for Every Child (TV Serija)              | Itch (glas)           |
| 2000.      | Requiem for a Dream                                                      | Tyrone C. Love        |
| 2000.      | Scary Movie                                                              | Shorty Meeks          |
| 2000.      | The Tangerine Bear                                                       | Louie Blue (glas)     |
| 2000.      | Dungeons & Dragons                                                       | Puževi                |
| 2001.      | Scary Movie 2                                                            | Shorty Meeks          |
| 2004.      | Behind The Smile                                                         | Danny Styles          |
| 2004.      | The Ladykillers                                                          | Gawain MacSam         |
| 2004.      | White Chicks                                                             | Marcus Copeland       |
| 2006.      | Little Man                                                               | Calvin                |
| 2006.      | Thugaboo: Sneaker Madness (TV)                                           |                       |
| 2006.      | Six Degrees (TV Serija)                                                  | Beskućnik             |
| 2006.      | Thugaboo: A Miracle On D-Roc's Street (TV)                               | Dirty, Money          |
| 2007.      | Norbit                                                                   | Buster                |
| 2009.      | Dance Flick                                                              | Mr. Moody             |
| 2009.      | G.I. Joe: The Rise Of Cobra                                              | Rip Cord              |
| 2010.      | Marmaduke                                                                | Munja                 |
| 2011.      | Childrens Hospital                                                       | Dr. Black             |
| 2013.      | A Haunted House                                                          | Malcolm Johnson       |
| 2013.      | The Heat                                                                 | Specijalni agent Levy |
| 2013.      | Second Generation Wayans (TV)                                            | Sebe                  |
| 2013.      | Legit (TV)                                                               | Doktor                |
| 2014.      | Ukleta Kuća 2                                                            | Malkom Džonson        |
| 2015.      | Funniest Wins                                                            |                       |
| 2016.      | Fifty Shades of Black                                                    | Kristijan Blek        |
| 2016.      | Animals.                                                                 | Ry-Ry                 |
| 2017.      | Naked                                                                    | Rob Anderson          |
| 2017−2018. | Marlon                                                                   | Marlon Vejn           |
| 2018.      | Woke-ish                                                                 | Sebe                  |
| 2019.      | Sextuplets                                                               |                       |
| 2021.      | Respect                                                                  | Ted Vajt              |
| 2023.      | Air                                                                      | Džordž Raveling       |